# Андерсон-Долан, Джарет
Джарет Линн Андерсон-Долан (англ. Jaret Lynn Anderson-Dolan; род. 12 сентября 1999, Калгари, Альберта) — канадский хоккеист, центральный нападающий клуба НХЛ «Виннипег Джетс». Чемпион мира 2021 года.

## Клубная карьера

### Юниорская карьера
В 14-летнем возрасте в команде «AAA Edge School Mountaineers Bantam» Андерсон-Долан набрал 103 очка в 50 играх. На драфте ЗХЛ 2014 года был выбран командой «Спокэйн Чифс» под общим 14-м номером. Ожидалось, что он войдёт в пятёрку лучших, но был выбран лишь 14-м так как некоторые команды не захотели брать его на драфте из-за его семейной ситуации: Джарет воспитывался в семье однополых родителей. В сезоне 2016/17 он набрал 76 очков в 72 играх регулярного сезона за «Спокэйн». В следующем сезоне Джарет улучшил свой результат, набрав 91 очко (40+51) в 70-и встречах. Всего за «Спокэйн Чифс» провёл 244 встречи, в которых набрал 236 очков в регулярном сезоне, а также 25 очков в 29 встречах в плей-офф соответственно.

### Профессиональная карьера
Перед Драфтом НХЛ 2017 года он занял 21-е место в рейтинге североамериканских полевых игроков по версии Центрального скаутского бюро НХЛ. На Драфте НХЛ 2017 Джарет Андерсон-Долан был выбран во 2-м раунде под 41-м общим номером командой «Лос-Анджелес Кингз». 25 сентября 2017 года он подписал трёхлетний контракт новичка с «Лос-Анджелесом». После завершения в ЗХЛ сезона 2017/18, Андерсон-Долан был отправлен в фарм-клуб «Кингз» — «Онтарио Рейн». Там он провёл 5 матчей в регулярном сезоне, в которых отдал 2 передачи, а также 3 матча в плей-офф без набранных очков с показателем полезности «-4».
После тренировочного лагеря «Кингз» 2018 года, Андерсон-Долан был включён в полный состав «Кингз» на сезон 2018/19. Не будучи заявленным на первую игру «Кингз» 5 октября  2018 года, он дебютировал в НХЛ 7 октября в матче против « Детройт Ред Уингз» . Дебютировав, Андерсон-Долан стал самым молодым игроком «Кингз» после Крейга Редмонда в 1984 году и 10-м самым молодым игроком в истории франшизы. Двумя играми позже, 11 октября, он набрал свое первое очко в НХЛ, сделав результативную передачу на Майкла Амадио в матче против «Монреаль Канадиенс», завершившимся победой со счетом 3:0. После 5-и матчей в НХЛ, в которых Джарет набрал 1 очко, 22 октября он был переведён в состав «Спокэйн Чифс». На следующий день Андерсон-Долан был назначен сокапитаном команды вместе с Таем Смитом. 16 марта 2019 года Андерсон-Долан был удостоен награды лучшего игрока команды в сезоне 2018/19.
Сезон 2019/20 Джарет провёл преимущественно в АХЛ, набрав 28 (8+20) очков в 53 встречах за «Онтарио Рейн». Также, помимо этого, в январе 2020 года, он провёл 4 встречи за «Лос-Анджелес», в которых не набрал очков.
На старт сезона 2020/21 Андерсон-Долан был включён в "taxi squad", что позволяло ему тренироваться с основной командой. 5 февраля 2021 года он был включён в основную команду и этим же вечером провёл первую игру в новом сезоне, будучи центром четвёртого звена, в матче против «Вегас Голден Найтс», не набрав очков. 7 февраля забил он свой первый гол в НХЛ в ворота Робина Ленера в матче, проигранном «Вегасу» со счетом 3:4. 11 февраля набрал 2 (1+1) очка в матче против «Сан-Хосе Шаркс».
23 июля 2022 года в качестве ограниченно свободного агента Андерсон-Долан продлил соглашение с «Кингз» на один год.
6 марта 2024 года был выставлен на драфт отказов, откуда следующим днём его забрали «Нэшвилл Предаторз».

## Международная карьера
В 2015 году вместе со сборной Канады (WHITE) стал победителем Мирового кубка вызова, набрав 4 очка в 6-и матчах. В 2017 году на Чемпионат мира по хоккею с шайбой среди юниорских команд был капитаном сборной Канады. Его команда заняла 5-е место на турнире, а сам Джарет не набрал очков в 5 матчах. Также в 2017 году участвовал в двух матчах Суперсерии против России в составе Западной хоккейной лиги, но очков набрать не смог. 25 декабря 2018 года Андерсон-Долан был назначен альтернативным капитаном сборной Канады вместе с Эваном Бушаром и Яном Митчеллом на чемпионате мира по хоккею среди молодёжных команд в 2019 году. На этом турнире он забил 1 гол в 5 матчах, однако сборная Канады заняла лишь 6-е место.

## Личная жизнь
Ещё до Драфта НХЛ 2017 года личная жизнь Андерсона-Долана вызывала значительный интерес со стороны хоккейных СМИ. Андерсона-Долана и его старшего брата Дориана воспитывали две матери, Фрэн и Нэнси. Одна из матерей Джарета, Фрэн сама играла в хоккей - она была капитаном «Калгари Канадиенс» в женской хоккейной лиге Южной Альберты и в 2008 году выиграла с ней региональный кубок чемпионов. Несмотря на то, что Джарет воспитывался в семье без отца, ему отлично знакома модель поведения мужчин: тренеры и знакомые часто подсказывали ему, но больше всего он общался со своим дядей Томасом Доланом. Томас работает тренером в Гонолулу на Гавайях и общается с Джаретом в той или иной форме почти каждый день.
Благодаря своему воспитанию Андерсон-Долан активно продвигал поддержку ЛГБТ-сообщества, обматывая собственную клюшку радужной лентой, и старался положить конец гомофобии. За победу на Мемориале Ивана Глинки он подарил свою золотую медаль маленькой девочке, чья сестра тут же поблагодарила Джарета. Самого Джарета нередко называют парнем с «золотым сердцем».

## Игровой стиль
Андерсон-Долан говорит, что считает себя трудолюбивым двусторонним центром. То же самое отмечали и Future Considerations. Hockey Prospect считали, что Андерсон-Долан "двусторонний опорный игрок, который играет выше своей весовой категории и использует свою скорость и умения как для защиты, так и для атаки; игрок, который делает и хочет, чтобы что-то происходило в большинстве смен". Инсайдер ESPN Кори Пронман заявил, что "Джарет всегда оказывает давление на соперника. Быстрые ноги, отличная работа рук, мгновенное принятие решений - вот, что отличает этого игрока".

## Статистика

### Клубная статистика
| 2014/15     | Спокэйн Чифс       | ЗХЛ         | 5   | 0  | 0  | 0  | 0  | 1  | 0 | 0 | 0  | 0  |
| 2015/16     | Спокэйн Чифс       | ЗХЛ         | 65  | 14 | 12 | 26 | 21 | 6  | 1 | 2 | 3  | 2  |
| 2016/17     | Спокэйн Чифс       | ЗХЛ         | 72  | 39 | 37 | 76 | 22 | —  | — | — | —  | —  |
| 2017/18     | Спокэйн Чифс       | ЗХЛ         | 70  | 40 | 51 | 91 | 27 | 7  | 2 | 7 | 9  | 4  |
| 2017/18     | Онтарио Рейн       | АХЛ         | 5   | 0  | 2  | 2  | 2  | 3  | 0 | 0 | 0  | 0  |
| 2018/19     | Лос-Анджелес Кингз | НХЛ         | 5   | 0  | 1  | 1  | 0  | —  | — | — | —  | —  |
| 2018/19     | Спокэйн Чифс       | ЗХЛ         | 32  | 20 | 23 | 43 | 15 | 15 | 5 | 8 | 13 | 8  |
| 2019/20     | Онтарио Рейн       | АХЛ         | 53  | 8  | 20 | 28 | 31 | —  | — | — | —  | —  |
| 2019/20     | Лос-Анджелес Кингз | НХЛ         | 4   | 0  | 0  | 0  | 0  | —  | — | — | —  | —  |
| 2020–21     | Лос-Анджелес Кингз | НХЛ         | 34  | 7  | 4  | 11 | 6  | —  | — | — | —  | —  |
| 2021–22     | Онтарио Рейн       | AHL         | 54  | 24 | 23 | 47 | 51 | 5  | 0 | 1 | 1  | 10 |
| 2021–22     | Лос-Анджелес Кингз | НХЛ         | 7   | 0  | 0  | 0  | 4  | —  | — | — | —  | —  |
| 2022–23     | Лос-Анджелес Кингз | НХЛ         | 46  | 7  | 5  | 12 | 2  | 4  | 0 | 0 | 0  | 0  |
| 2023–24     | Лос-Анджелес Кингз | НХЛ         | 30  | 1  | 3  | 4  | 6  | —  | — | — | —  | —  |
| 2023–24     | Онтарио Рейн       | AHL         | 3   | 2  | 0  | 2  | 0  | —  | — | — | —  | —  |
| 2023–24     | Нэшвилл Предаторз  | НХЛ         | 1   | 0  | 0  | 0  | 0  | —  | — | — | —  | —  |
| Всего в НХЛ | Всего в НХЛ        | Всего в НХЛ | 127 | 15 | 13 | 28 | 18 | 4  | 0 | 0 | 0  | 0  |

### Международная статистика
| Год           | Сборная       | Турнир        | Место         |    | И | Г | П | О  | Ш |
| ------------- | ------------- | ------------- | ------------- | -- | - | - | - | -- | - |
| 2015          | Канада White  | U17           | 1             | 6  | 1 | 3 | 4 | 8  |   |
| 2017          | Канада        | WJC18         | 5-е           | 5  | 0 | 0 | 0 | 4  |   |
| 2019          | Канада        | WJC           | 6-е           | 5  | 1 | 0 | 1 | 2  |   |
| Junior totals | Junior totals | Junior totals | Junior totals | 16 | 2 | 3 | 5 | 14 |   |